# Unbeschreiblich weiblich
"Unbeschreiblich weiblich" is een nummer van de Duitse band Nina Hagen Band. Het nummer verscheen op hun naar de band genoemde debuutalbum uit 1978. In 1979 werd het nummer uitgebracht als de vierde en laatste single van het album.

## Achtergrond
"Unbeschreiblich weiblich", naar het Nederlands vertaald als "Onbeschrijflijk vrouwelijk", is geschreven door zangeres Nina Hagen en bassist Manfred Praeker. Het nummer wordt gezien als een feministisch themalied over abortus. De hoofdpersoon van het nummer is zwanger, maar wil geen kinderen hebben. Zij ziet het niet als haar plicht als vrouw om kinderen te krijgen.
"Unbeschreiblich weiblich" bereikte opvallend genoeg enkel de hitlijsten in Nederland. De Top 40 werd weliswaar niet bereikt, het nummer bleef steken op de vijfde plaats in de Tipparade, maar in de Nationale Hitparade was het vier weken genoteerd met een 42e plaats als hoogste notering. Net als andere nummers van het album bleek het vooral succesvol in de krakers- en punkersbewegingen.

## Hitnoteringen

### Nationale Hitparade
| Hitnotering: 03-03-1979 t/m 24-03-1979 | Hitnotering: 03-03-1979 t/m 24-03-1979 | Hitnotering: 03-03-1979 t/m 24-03-1979 | Hitnotering: 03-03-1979 t/m 24-03-1979 | Hitnotering: 03-03-1979 t/m 24-03-1979 | Hitnotering: 03-03-1979 t/m 24-03-1979 |
| Week                                   | 1                                      | 2                                      | 3                                      | 4                                      |                                        |
| -------------------------------------- | -------------------------------------- | -------------------------------------- | -------------------------------------- | -------------------------------------- | -------------------------------------- |
| Positie                                | 42                                     | 44                                     | 45                                     | 47                                     | uit                                    |

### NPO Radio 2 Top 2000
| Nummer met noteringen in de NPO Radio 2 Top 2000 | '00 | '01  | '02  | '03 | '04 | '05  | '06  | '07  | '08  | '09 | '10 | '11  | '12  | '13  | '14  | '15  | '16  | '17  | '18  | '19  | '20  | '21  | '22  | '23  |
| ------------------------------------------------ | --- | ---- | ---- | --- | --- | ---- | ---- | ---- | ---- | --- | --- | ---- | ---- | ---- | ---- | ---- | ---- | ---- | ---- | ---- | ---- | ---- | ---- | ---- |
| Unbeschreiblich weiblich                         | 806 | 1063 | 1031 | 958 | 881 | 1420 | 1292 | 1351 | 1176 | 917 | 824 | 1189 | 1171 | 1218 | 1315 | 1606 | 1605 | 1656 | 1404 | 1720 | 1794 | 1614 | 1899 | 1972 |

1. ↑  Een vetgedrukt getal geeft de hoogste notering aan.
2. ↑  2000 was het eerste jaar met een notering voor dit nummer.
3. ↑  Deze tabel is bijgewerkt tot en met de laatste editie (2024).